# Consolas
Consolas is een monospace-lettertype ontworpen door Lucas de Groot in opdracht van Microsoft.

## Eigenschappen
Consolas is vooral bekend als standaardlettertype van Microsoft Office 2007. Het wordt eveneens geleverd bij Windows Vista. Hiermee vervangt Consolas onder andere het lettertype Courier New.
Het lettertype is ontworpen om gebruik te maken van de ClearType font rendering-techniek in Windows Vista.
Consolas ondersteunt verschillende OpenType-mogelijkheden, waaronder uithangende cijfers, tabelcijfers, ligaturen, superscript en subscript. Daarnaast bevat het tekensets voor onder andere Latijn, Grieks en Cyrillisch.

## Beschikbaarheid
Consolas is onderdeel van de Microsoft ClearType Font Collection en was samen met Calibri, Candara, Cambria, Constantia en Corbel te verkrijgen door de Powerpoint 2007 Viewer te installeren of door middel van het Microsoft Office-compatibiliteitspakket.